# Силурійсько-девонські відклади в Дністровому
Силурійсько-девонські відклади в Дністровому — геологічна пам'ятка природи місцевого значення в Україні. Розташована на території Мельнице-Подільської селищної громади Чортківського району Тернопільської області, біля південно-східної околиці села Дністрове, у лісовому урочищі «Дзвінків», лівий схил балки, що відкривається у долину річки Дністер.
Площа 1 га. Статус отриманий у 1971 році. Перебуває у віданні ДП «Чортківське лісове господарство» (Мельнице-Подільське лісництво, кв. 80 в. 20).
2010 року ввійшла до складу національного природного парку «Дністровський каньйон».